# La Délivrance

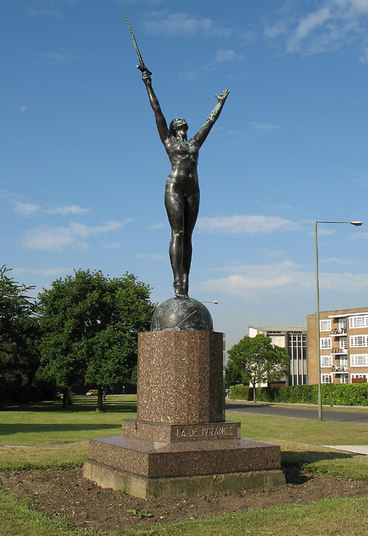
La Délivrance em 2006.

La Délivrance é uma estátua em bronze de uma mulher nua segurando uma espada, obra do escultor francês Émile Oscar Guillaume (1867–1942). Ela está localizada na borda sul do borough londrino de Finchley. A estátua tem uma série de nomes locais incluindo "Dirty Gertie", "The Wicked Woman" e o mais popular "The Naked Lady".
A estátua foi criada em comemoração à Primeira Batalha do Marne, quando o exército alemão foi parado a partir da captura de Paris em agosto de 1914.